# Foso de recarga de agua

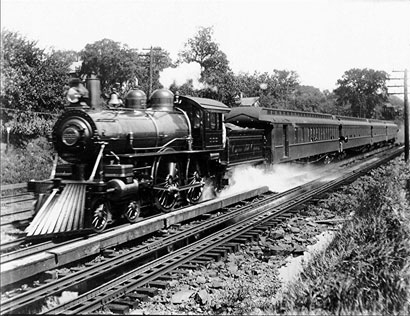
La locomotora NYC No. 999 al frente del Empire State Express tomando agua de un foso central en Palatine (Nueva York) (1905)

Un foso de recarga de agua (conocido como water trough en Inglaterra y como track pan en Estados Unidos) es una instalación que permite que una locomotora de vapor reponga su suministro de agua mientras está en movimiento. Consiste en un canal largo lleno de agua, situado entre los carriles de una vía. Cuando una locomotora de vapor pasa sobre el foso puede hacer descender una pala, que hace subir el agua por una tubería hacia el interior de los depósitos de la locomotora o del ténder gracias a la velocidad de la propia locomotora.

## Origen

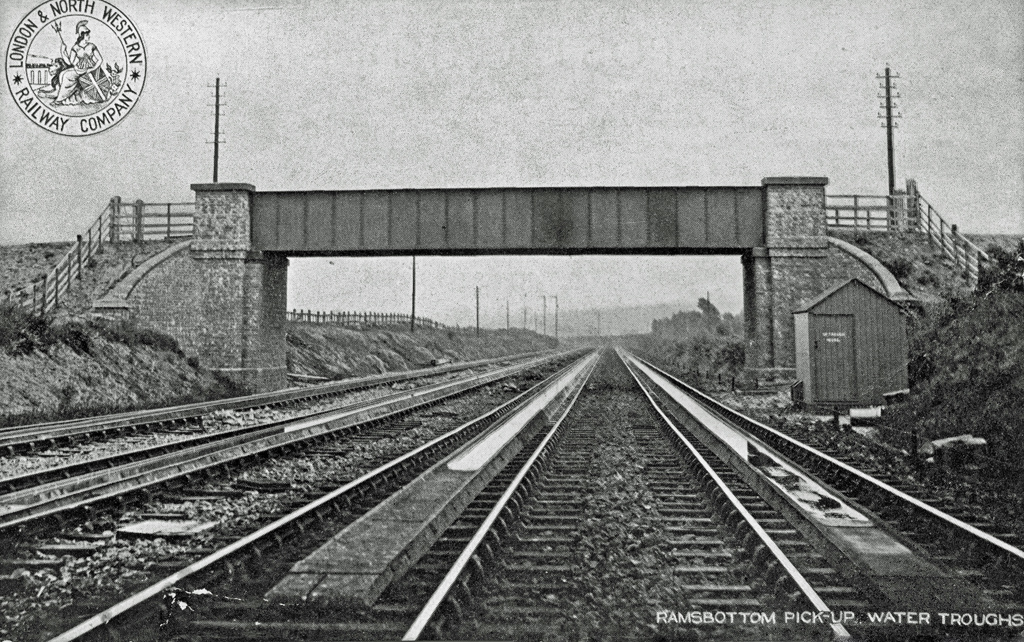
Fosos de recarga según el diseño de Ramsbottom en la Línea de la Costa Oeste (Inglaterra, 1904)

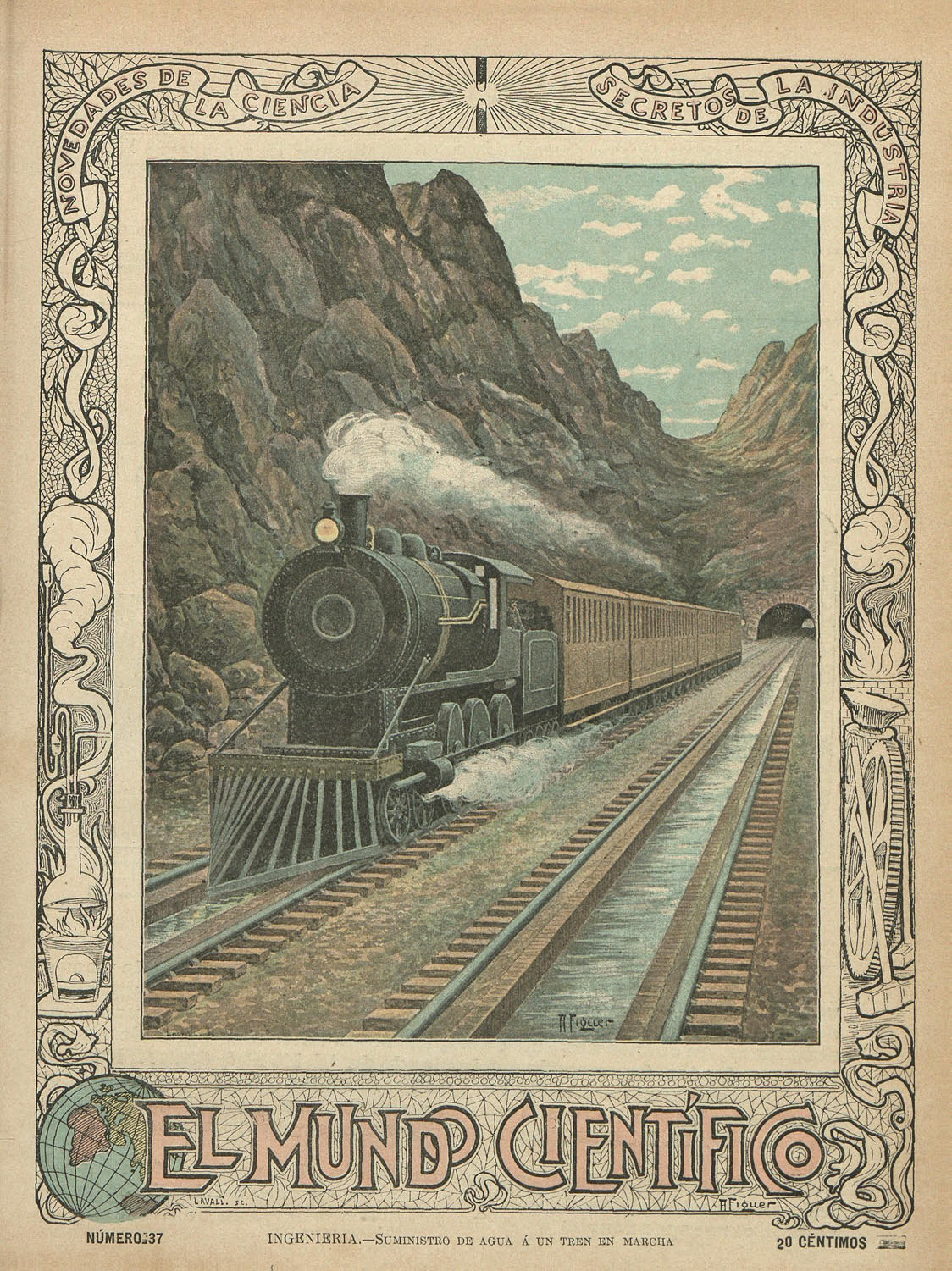
Grabado que muestra un foso de recarga (revista "El Mundo Científico", noviembre de 1899)

Las locomotoras de vapor consumen una cantidad considerable de agua, y los depósitos auxiliares o laterales deben reabastecerse a intervalos regulares. Tradicionalmente, el agua se reponía durante las paradas en las estaciones, pero si se deseaba recorrer largas distancias sin parar, el requisito de reabastecerse de agua era una limitación importante. The Railway Magazine informó sobre una idea desarrollada por John Ramsbottom para evitar este problema:

En el año 1860, habiendo decidido la Compañía del Ferrocarril de Londres y del Noroeste acortar el tiempo de recorrido del correo irlandés [un tren expreso], se le pidió al Sr. Ramsbottom, entonces su ingeniero mecánico jefe, que viera la manera de circular entre Chester y Holyhead, una distancia de 84 3⁄4 millas [136,4 km], en 2 horas y 5 minutos... Estaba claro que si se evitaba la habitual parada para abastecerse de agua, se ganaría un tiempo importante, pero no había depósitos auxiliares con la capacidad suficiente para contener la cantidad de agua necesaria para permitir que una locomotora funcionara sin realizar la parada. De manera habitual, se consumían de 1800 a 1900 galones [8200 a 8600 L], pero en el clima agitado y tormentoso que se experimentaba con frecuencia a lo largo de la costa expuesta del norte de Gales, no era inusual que el consumo aumentara a 2400 galones [11.000 L], mientras que las máquinas más grandes solo tenían capacidad para poder almacenar 2000 galones [9100 L].

Ramsbottom realizó algunos experimentos, y pudo demostrar que el movimiento hacia adelante de una pala en un canal empujaría el agua hacia arriba por una tubería conectada hacia un depósito. Calculó la carga casi estática producida por el movimiento hacia adelante:

…a una velocidad de 15 millas por hora [24 km/h], el agua sube 7 1⁄2 pies [2,3 m], este fue exactamente el resultado obtenido en la práctica por el dispositivo ensayado. A esta velocidad, el agua se elevó hasta la parte superior de la tubería de suministro (7 1⁄2 ft. [2,3 m]) y se mantuvo allí sin pasar por encima del ténder mientras se introducía la pala seguía en acción. Una vez más, en teoría, la cantidad máxima de agua que la tubería era capaz de elevar era de 1148 galones [5220 L], 5 toneladas, y esto se alcanzaba cuando la máquina se movía a una velocidad de aproximadamente 80 millas por hora [130 km/h]. El resultado de experimentos hechos a diferentes velocidades fue que a 22 millas por hora [35 km/h] se cargaban 1060 galones [4800 L]; a 33, 1080; a 41, 1150; y a 50, 1070 [a 53, 4900 L; a 66 5200 L; y a 80, 4900 L]; mostrando que la cantidad cargada varía muy poco a velocidades superiores a 22 millas por hora [35 km/h], lo que se explica por los tiempos más cortos que la pala pasa por el agua.

La vía se eleva un poco en una corta distancia en cada extremo del canal, de modo que la pala ya puede estar bajada antes de descender al canal:

Mucha gente piensa que la pala se deja caer al agua mientras la máquina pasa sobre el canal, y debe retirarse inmediatamente cuando se llega al otro extremo; pero este método no funcionaría, el tiempo es demasiado corto. La pala se puede bajar a cualquier distancia antes de llegar al foso, y se moverá libremente hasta que, mediante un sistema muy simple e ingenioso, se sumerja automáticamente en el agua a la profundidad requerida de 2 pulgadas [5 cm]. Los rieles a cada lado del canal se colocan en un nivel ligeramente más bajo que la superficie del agua y, a medida que la máquina desciende a este nivel, la pala, que está tan ajustada que el borde inferior está a la misma altura que los rieles, desciende con él y se sumerge en el agua. Para ahorrarse el descenso de la línea en todo el recorrido, se realiza una pequeña pendiente, subiendo hasta una altura de unos 6 in. [15 cm] en un punto a 16 yardas [15 m] del comienzo del foso; luego, la línea cae al nivel que mantiene hasta que alcanza el otro extremo del foso, cuando nuevamente se localiza una ligera elevación que saca la cuchara del agua y la separa del extremo del canal.

La primera instalación se puso en funcionamiento el 23 de junio de 1860 en Mochdre (Conwy), en la Línea de la Costa del Norte de Gales (LNWR) para el Ferrocarril de Londres y del Noroeste, a medio camino entre las estaciones de Chester y de Holyhead.
La ubicación de los fosos requiere una longitud suficientemente larga de vía recta y nivelada (aunque se podía acomodar en curvas de radio muy grande). Por ejemplo, el LNWR colocó canales dentro de los Túneles de Standedge, ya que eran la única parte suficientemente recta y nivelada de la línea entre Huddlesfield y Mánchester. Por otro lado, es imprescindible disponer de un buen suministro de agua cercano. En áreas de aguas duras, se podía considerar necesario disponer de una planta de descalcificación del agua.

## Equipo en la locomotora

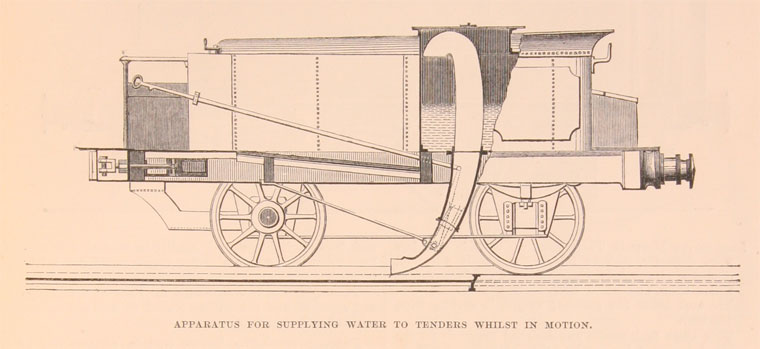
Diagrama de un dispositivo de capatación de agua en un tender del LNWR (1862)

Se instalaba una pala (también denominada cuchara) en la parte inferior del ténder de la locomotora (o en la propia locomotora en el caso de las locomotoras tanque), de tal manera que pudiera subirse o bajarse mediante un tornillo manual o un mecanismo eléctrico. La pala alimentaba un tubo vertical que descargaba en el depósito de agua. La pala era deliberadamente de construcción ligera para que, en caso de chocar con algún obstáculo, se rompiera sin causar daños graves a la locomotora ni a los vehículos que la seguían.
Las locomotoras con ténder generalmente recogían agua solo en la dirección de avance. Las locomotoras tanque generalmente no estaban equipadas con tomas de agua, pero algunas locomotoras cisterna más grandes, como las del Ferrocarril de Lancashire y Yorkshire, sí que lo estaban y, en estos casos, eran capaces de recoger el agua del foso en cualquier dirección.
La pala debía bajarse a gran velocidad en la ubicación correcta, poco antes del comienzo del canal, y volver a subir cuando el tanque estaba lleno o al final del canal. Si no se levantaba la pala rápidamente cuando los depósitos estaban llenos, se expulsaban grandes volúmenes de agua por las rejillas de ventilación, anegando el ténder y la plataforma. Por lo tanto, el fogonero tenía que observar el indicador de nivel de agua (un flotador en el tanque, conectado a un indicador externo) con cuidado y estar preparado para retraer la pala según fuera necesario. Se instalaron indicadores junto a la línea para ayudar a las tripulaciones de las máquinas a determinar la ubicación de los fosos. En el Reino Unido se usaba un gran tablero rectangular blanco con una marca en zigzag horizontal negra. En los ferrocarriles estadounidenses, se emplearon señales iluminadas al costado de la vía para uso nocturno, con el fin de indicar el inicio y el final próximo del foso de recarga de agua.
Un informe de 1934 mencionaba que el LMS había realizado pruebas recientemente e introdujo un deflector de 1 pie 4 pulgadas (40,6 cm) delante de la pala para acumular agua en el centro del foso, reduciendo así el derrame fuera de los canales en unos 400 galones (1800 L) (alrededor del 20 %) en cada uso.
La tapa superior del depósito del ténder debía estar abierta para permitir la salida del aire expulsado por la entrada del agua.

## Consideraciones operativas
El LNWR instaló rápidamente fosos de recarga en varioas lugares, pero las otras empresas tardaron en adoptar el nuevo dispositivo. El Great Western Railway (GWR) lo hizo a partir de 1895 y, posteriormente, todos los principales ferrocarriles de Gran Bretaña, con la excepción de las líneas que operaban al sur del Támesis, instalaron estos equipos.
Tomar agua a gran velocidad da como resultado una rociada considerable detrás de la pala, con lo que se corre el riesgo de empapar a los pasajeros de los primeros coches, y en Gran Bretaña era costumbre que el interventor advirtiera a los pasajeros del primer vagón que mantuvieran las ventanas cerradas. En un incidente en el LMS en Gran Bretaña, dos trenes con locomotoras carenadas de la clase "Coronation" se cruzaron en una zona de fosos de recarga cuando uno de los trenes estaba tomando agua. El otro tren sufrió la rotura de las ventanas debido a los trozos de carbón del ténder esparcidos por el agua proyectada, y las quejas de los pasajeros empapados hicieron que la gerencia cambiara el horario de los trenes para asegurarse de que esto no volviera a suceder. Vaughan señala que el Tren Real, cuando transportaba a algún miembro de la corona, no podía coincidir con otro tren en una sección donde hubiera un foso de recarga.
También afirma que el GWR investigó la efectividad de variar la velocidad del tren y descubrió que 45 millas por hora (72,4 km/h) era la velocidad óptima, pero el agua podía recogerse con éxito a velocidades tan bajas como 15 millas por hora (24,1 km/h). A esa velocidad, se podrían recoger 944 galones (4290 L) en 440 yardas (402,3 m), pero Vaughan sugiere que esta es una cifra teórica baja y que pasa por alto el efecto de onda de proa que permite una mayor tasa de recogida. Se producía una resistencia significativa al movimiento hacia adelante de la máquina durante el proceso, suficiente como para requerir un cuidado especial por parte del maquinista para evitar problemas en trenes de mercancías no equipados con frenos continuos.
La considerable proyección de agua dificultaba el mantenimiento de las vías, y la necesidad de liberar el espacio sobre el foso impedía la colocación de  traviesas, lo que agravaba este problema. En climas muy fríos, el agua se podía congelar, impidiendo la recogida de agua, a menos que se instalara un sistema de calefacción.
Los fosos de recarga normalmente tardaban un tiempo en volver a llenarse después de ser utilizados, por lo que no podían ser empleados inmediatamente por un segundo tren. También eran costosos de mantener, y generalmente requerían una estación de bombeo, un sistema con numerosas tuberías y uno o dos empleados para su puesta a punto. Por lo tanto, solo se justificaban en ferrocarriles con altos volúmenes de tráfico. En los Estados Unidos, varios grandes ferrocarriles del este los utilizaron, principalmente el Ferrocarril Central de Nueva York y el Ferrocarril de Pensilvania.
En Gran Bretaña, se podían encontrar en todas las líneas principales, excepto en el Ferrocarril del Sur. Una vez que disminuyó el uso de trenes de vapor, se fueron eliminando gradualmente. Cuando se retiraron los fosos en la estación de Aber en 1967, los únicos canales restantes se localizaban en el noroeste de Inglaterra y en Escocia.

## Uso por las locomotoras diésel
Las locomotoras diésel fueron introducidas en el Reino Unido por British Railways en la década de 1950, compartiendo las operaciones con las máquinas de vapor hasta 1968. Los vehículos de pasajeros se calentaban por entonces con el vapor procedente de la caldera de la locomotora, por lo que las primeras locomotoras diésel estaban provistas de una caldera auxiliar con el fin de generar el vapor necesario para calefactar los coches de viajeros. Las locomotoras destinadas a recorridos largos sin paradas (como las de la Clase 40 y las de la Clase 55) estaban equipadas con tomas de agua para permitirles reponer el suministro de agua del generador de vapor desde los fosos de recarga. La retirada de la tracción a vapor y la introducción de material rodante con calefacción eléctrica en lugar de a vapor, eliminó la necesidad de dicho equipo en tipos posteriores, desinstalándose las palas para la recarga de agua de las locomotoras que todavía las llevaban.

## Ubicaciones
Un mapa que muestra la ubicación de los fosos de recarga del GWR en la década de 1930 se reproduce en el libro 'The Great Western Railway'. Suelen estar espaciados entre 40 y 50 millas (64,4 y 80,5 km), pero con amplias variaciones. En algunos casos se localizan fosos muy cercanos a los principales puntos de parada. Por ejemplo, en Fox's Wood, cerca de St Annes Park, el foso está a dos millas de la Estación de Bristol Temple Meads, aunque se instaló cuando los trenes a Gales del Sur viajaban a través de Bath y Filton. Después de la apertura de la ruta directa de Gales del Sur a través de la línea de Bádminton, numerosos trenes de pasajeros y mercancías continuaron utilizando el canal de recarga. También figuran las longitudes de los fosos, que varían entre 524 y 620 yardas (480 y 570 metros).
Las ubicaciones eran (en 1936):
| Localización             | Milla   | En uso desde | Longitud                                               |
| ------------------------ | ------- | ------------ | ------------------------------------------------------ |
| Pangbourne - Goring      | 43 1⁄2  | 01/10/1895   | 620 yardas (566,9 m)                                   |
| Aldermaston - Midgham    | 45 1⁄2  | 1904         | 620 yardas (566,9 m)                                   |
| Fairwood Junction (up)   | 111 1⁄2 |              | 553 yardas (505,7 m)                                   |
| Fairwood Junction (down) | 111 3⁄4 |              | 495 yardas (452,6 m)                                   |
| Cogload Jn – Creech Jn   | 159 1⁄4 | 03/1902      | 560 yardas (512,1 m)                                   |
| Exminster – Starcross    | 200     | 07/1904      | 560 yardas (512,1 m)                                   |
| Keynsham – Fox's Wood    | 114 3⁄4 | 01/10/1895   | 620 yardas (566,9 m)                                   |
| Chipping Sodbury         | 104     | 01/01/1903   | 524 yardas (479,1 m)                                   |
| Undy – Magor             | 150 1⁄4 |              | 560 yardas (512,1 m)                                   |
| Ferryside                | 240 3⁄4 |              | 620 yardas (566,9 m)                                   |
| Denham – Ruislip         | 2 1⁄4   | 20/11/1905   | 560 yardas (512,1 m)                                   |
| Kings Sutton             | 81 1⁄2  |              | 560 yardas (512,1 m)                                   |
| Rowington Jn             | 114 1⁄2 | 07/1902      | 440 yardas (402,3 m) (560 yardas (512,1 m) desde 1908) |
| Charlbury                | 78      |              | 560 yardas (512,1 m)                                   |
| Bromfield – Ludlow       | 22 1⁄2  |              | 613 yardas (560,5 m)                                   |
| Lostwithiel              |         |              |                                                        |
Mapas similares de 1934 mostraban la localización de los fosos de recarga en las principales rutas de la Costa Este, Centro y Oeste de Londres a Escocia:
| Localización                 | Milla                | Longitud             |
| ---------------------------- | -------------------- | -------------------- |
| Langley – Stevenage          | 27 millas (43,5 km)  | 694 yardas (634,6 m) |
| Peterborough – Werrington Jn | 52 millas (83,7 km)  | 638 yardas (583,4 m) |
| Muskham                      | 42 millas (67,6 km)  | 704 yardas (643,7 m) |
| Scrooby – Bawtry             | 24 millas (38,6 km)  | 704 yardas (643,7 m) |
| Northallerton – Danby Wiske  | 76 millas (122,3 km) | 613 yardas (560,5 m) |
| Lucker – Berwick             | 98 millas (157,7 km) | 613 yardas (560,5 m) |
| Edimburgo                    | 73 millas (117,5 km) |                      |
| Localización                | Milla               | Longitud             |
| --------------------------- | ------------------- | -------------------- |
| Hatch End – Bushey          | 15 millas (24,1 km) | 505 yardas (461,8 m) |
| Wolverton – Castlethorpe    | 38 millas (61,2 km) | 559 yardas (511,1 m) |
| Rugby – Brinklow            | 32 millas (51,5 km) | 554 yardas (506,6 m) |
| Tamworth – Lichfield        | 28 millas (45,1 km) | 642 yardas (587 m)   |
| Whitmore – Madeley          | 36 millas (57,9 km) | 563 yardas (514,8 m) |
| Preston Brook – Moore       | 29 millas (46,7 km) | 579 yardas (529,4 m) |
| Brock – Garstang            | 40 millas (64,4 km) | 561 yardas (513 m)   |
| Hest Bank – Bolton-le-sands | 18 millas (29,0 km) | 562 yardas (513,9 m) |
| Low Gill – Tebay            | 26 millas (41,8 km) | 553 yardas (505,7 m) |
| Floriston – Gretna          | 45 millas (72,4 km) | 560 yardas (512,1 m) |
| Thankerton – Carstairs      | 64 millas (103 km)  | 557 yardas (509,3 m) |
| Glasgow                     | 32 millas (51,5 km) |                      |
| Edimburgo                   | 31 millas (49,9 km) |                      |
| Localización                                      | Milla                 | Longitud             |
| ------------------------------------------------- | --------------------- | -------------------- |
| Oakley – Sharnbrook                               | 55 millas (88,5 km)   | 557 yardas (509,3 m) |
| Loughborough – Hathern (vía Leicester)            | 58 millas (93,3 km)   | 557 yardas (509,3 m) |
| Melton Mowbray (vía Nottingham)                   | 45 millas (72,4 km)   | 557 yardas (509,3 m) |
| Dent – Hawes (véase también Estación de Garsdale) | 144 millas (231,7 km) | 554 yardas (506,6 m) |
| Floriston – Gretna                                | 45 millas (72,4 km)   | 560 yardas (512,1 m) |
| Kirkconnel – New Cumnock                          | 58 millas (93,3 km)   | 564 yardas (515,7 m) |
| Glasgow                                           | 49 millas (78,9 km)   |                      |
Otros fosos de recarga británicos se mencionan en artículos sobre las estaciones de Ipswich y de Tivetshall (Norfolk).

## Suministro de agua continuado mediante fosos
El escritor de la revista Railway, citado anteriormente, contempló fosos de agua casi continuos, evitando el transporte de grandes cantidades de agua en el tren:

Se ha discutido la cuestión de si sería posible tener un suministro continuo de agua a lo largo de las líneas, y así obviar la necesidad de disponer de ténderes. Hace algunos años, un artículo del "Ingeniero" lo expresaba de esta manera: Una tonelada de carbón le dura a un tren pesado 64 kilómetros [40 millas] y a un expreso casi 160 kilómetros [100 millas]; pero para la misma distancia se requieren de 6 a 8 ó 9 toneladas de agua. Si se suprimiera el ténder, habría que llevar en la locomotora el carbón y un pequeño depósito con capacidad para cuarenta o cincuenta galones [180 o 230 L] para recibir el agua y desde el cual alimentar la caldera. En consecuencia, se podrían agregar al tren 15 o 20 toneladas de carga útil, lo que sería una ventaja adicional al objetivo principal: el ahorro de tiempo.

## Técnicas alternativas

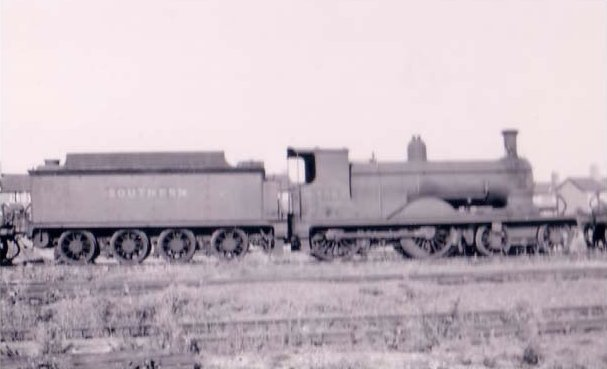
Locomotora LSWR Clase K10 con un ténder carro de agua

Las empresas ferroviarias eran muy conscientes del coste de instalación y mantenimiento de estos equipos, y la provisión de ténderes con gran capacidad de agua fue una alternativa empleada en algunos casos. El Ferrocarril de Londres y del Suroeste en Inglaterra utilizó grandes ténderes de 8 ruedas conocidos como "water carts" (carros de agua).